# Öffentlicher Glaube
Beim öffentlichen Glauben handelt es sich um eine widerlegbare Vermutung eines Rechtssubjekts über die tatsächlich bestehende Rechtslage.

## Allgemeines
Die Sicherheit im Rechtsverkehr gebietet es, dass die in Registern eingetragenen Rechtsverhältnisse und Tatsachen als (widerlegbar) richtig gelten und dem Beweis des ersten Anscheins unterliegen. Damit handelt es sich beim öffentlichen Glauben um einen Unterfall des Rechtsscheins. Der öffentliche Glaube ist Bestandteil des im deutschen Sachenrecht vorherrschenden Publizitätsprinzips. Er schützt das Vertrauen des Rechtsverkehrs in die Richtigkeit öffentlich geführter Register (beispielsweise das Handelsregister oder das Grundbuch) und öffentlicher Urkunden (wie des Erbscheins). Die Öffentlichkeit darf beispielsweise davon ausgehen, dass das im Grundbuch als Grundstückseigentümer eingetragene Rechtssubjekt auch tatsächlich der Grundstückseigentümer ist.
Am stärksten ausgeprägt ist der in den §§ 891, § 892 BGB geregelte öffentliche Glaube des Grundbuchs. Hierbei wird aber nicht jeder in das Grundbuch Einsichtnehmende geschützt, sondern nur derjenige, der ein Recht an einem Grundstück durch Rechtsgeschäft erwirbt. Auf den öffentlichen Glauben kann sich daher nicht berufen, wer ein Recht an einem Grundstück etwa durch Zuschlag in der Zwangsversteigerung erwirbt. Das Grundbuch als amtliches Verzeichnis aller mit Grundstücken zusammenhängenden Rechte beruht auf dem Antragsprinzip, wonach Eintragungen durch die Beteiligten beantragt und vom Betroffenen bewilligt werden müssen; das gilt auch für Löschungen. Eher selten sind beim Grundbuch Eintragungen oder Löschungen von Amts wegen. Für Interessenten, die ins Grundbuch Einsicht nehmen wollen, stellt sich nun die Frage, ob und inwieweit sie den dortigen Eintragungen und Löschungen vertrauen können, diese also richtig sind. Der Begriff Richtigkeit bedeutet grundbuchrechtlich die Übereinstimmung der wahren dinglichen Rechtslage mit der eingetragenen.

## Grundbuch
Zunächst ist zu beachten, dass das Grundbuch nicht wie andere öffentliche Register (etwa Handelsregister) von jedermann eingesehen werden kann. Erforderlich ist der Nachweis eines berechtigten Interesses („formelle Publizität“; § 12 GBO). Erst wenn dieses berechtigte Interesse nachgewiesen wurde, werden die Regeln über den öffentlichen Glauben (die so genannte „materielle Publizität“) wirksam.

### Gesetzliche Vermutung
In § 891 BGB wendet der Gesetzgeber im Hinblick auf den öffentlichen Glauben das häufig genutzte Mittel der widerlegbaren Rechtsvermutung an. Danach wird vermutet, dass eingetragene Rechte richtigerweise eingetragen sind und gelöschte Rechte richtigerweise gelöscht wurden. Diese Vorschrift ist mit der Eigentumsvermutung des § 1006 BGB bei beweglichen Sachen vergleichbar.

### Gutgläubiger Erwerb vom Nichtberechtigten
Die in § 891  BGB genannte Eintragung eines Rechts im Grundbuch bildet – so wie beim gutgläubigen Erwerb von beweglichen Sachen der Besitz bzw. die Besitzverschaffungsmacht – den objektiven Rechtsscheintatbestand eines gutgläubigen Erwerbs. Bei Vorliegen der sonstigen Voraussetzungen führt dies zum gutgläubigen Erwerb des eingetragenen Rechts vom Nichtberechtigten (§ 892, § 893 BGB).

## Ausnahmen
Fällt eine Grundbucheinsicht unter die folgenden Ausnahmen, so kann der öffentliche Glaube nicht in Anspruch genommen werden. Das gesetzlich geschützte Vertrauen in die Richtigkeit der Grundbucheintragungen gilt dann nicht.

### Personelle Ausnahmen
Der öffentliche Glaube gilt nur für diejenigen, die ein Recht an einem Grundstück oder ein Recht an einem solchen Recht durch Rechtsgeschäft erwerben wollen. Zu den Rechtsgeschäften gehören der Erwerb des Eigentums oder sonstiger Grundstücksrechte, insbesondere Grundpfandrechte, sonstige Rechtsgeschäfte im Zusammenhang mit Grundstücksrechten wie Aufhebung, Inhaltsänderung, Rangänderung (§§ 875, § 877, § 880 BGB) sowie die Bewilligung einer Vormerkung (§ 883 BGB). Ist dem rechtsgeschäftlichen Erwerber jedoch die Unrichtigkeit von Eintragungen oder Löschungen bekannt oder ein Widerspruch ins Grundbuch eingetragen, gilt der öffentliche Glaube ebenso wenig. Der Widerspruch weist auf eine (mögliche) Unrichtigkeit des Grundbuchs hin und zerstört allerdings den öffentlichen Glauben nur hinsichtlich der Eintragung, auf die er sich bezieht (§ 892 Abs. 1 Satz 1 BGB). Ein Widerspruch gegen das Eigentum zerstört den öffentlichen Glauben des gesamten Grundbuchs. Geschützt ist wiederum nur ein Verkehrsgeschäft, an dem mindestens eine Person beteiligt ist, Veräußerer und Erwerber also verschiedene Personen sind.
Der öffentliche Glaube gilt mithin nicht zu Gunsten von Personen, die lediglich Einsicht nehmen wollen und auch nicht zu Gunsten von Personen, die etwa ein Grundstück in der Zwangsversteigerung erwerben, weil die Zwangsversteigerung keinen rechtsgeschäftlichen Erwerbsvorgang darstellt (Zuschlag durch Gesetz). Deshalb ist auch der Grundstückserwerb durch Erbschaft nicht durch den öffentlichen Glauben geschützt. Liegt kein Verkehrsgeschäft zugrunde, gilt der öffentliche Glaube ebenso wenig.

### Sachliche Ausnahmen
Der öffentliche Glaube erstreckt sich auf das Grundbuch und auf Teile des Bestandsverzeichnisses, auf dem das betreffende Grundstück gebucht ist. Erfasst werden insbesondere die Abteilungen I bis III des Grundbuchs, aber auch einige im Bestandsverzeichnis enthaltene Katasterangaben.
Ein richtungweisendes – und noch heute geltendes – Urteil des Reichsgerichts vom 12. Februar 1910 hat sich mit der bis dahin umstrittenen Frage befasst, ob Bestandsangaben des Katasters am öffentlichen Glauben teilnehmen können:
„...Demgemäß ist aber in der Tat alles unbeachtlich, was das Grundbuch über das Flächenmaß oder über die örtliche Lage des Grundstücks, wie endlich über die auf der Grundfläche vorhandenen Baulichkeiten (die Bestandteile im Sinne der §§ 93, 94 BGB) enthält. Anders verhält es sich dagegen mit demjenigen Eintrage, der eine bestimmte Grundfläche als zum Grundstücke gehörig nachweist, weil durch ihn zugleich zum öffentlichen Glauben festgestellt wird, auf welchen Gegenstand sich die eingetragenen Rechte erstrecken, und insonderheit, welche Grundfläche das Eigentumsrecht des als Eigentümer Eingetragenen zum Gegenstande hat und umfasst. Der § 892 BGB besagt allgemein, dass „der Inhalt des Grundbuchs“ als richtig gilt, und bezieht sich damit also unterschiedslos auf alle aus dem Inhalte des Grundbuchs ersichtlichen Rechtsverhältnisse. ...Denn ... jedwedes eingetragenes Recht haftet an dem gegebenen Grundstücke. Welche Fläche aber das Grundstück ausmacht, das ist von entscheidender Bedeutung. Eigentum an einem Grundstücke kann man sich nicht anders vorstellen als in Beziehung auf eine bestimmte Grundfläche. Soll daher das Rechtsverhältnis des Eigentums an einem Grundstücke Gegenstand des öffentlichen Glaubens des Grundbuchs sein, so muss aus diesem ersehen werden können, auf welchen abgegrenzten Teil der Erdoberfläche sich das Eigentum bezieht, und das Ersichtliche muss maßgebend sein, weil sonst der öffentliche Glaube gegenstandslos sein würde... .“
Seitdem steht fest, dass mit den Parzellenangaben eine bestimmte Bodenfläche als Eigentum umschrieben wird; diese Angaben werden von der Vermutung des § 891 BGB erfasst und nehmen am öffentlichen Glauben teil. Auch vom öffentlichen Glauben erfasst wird die Flurstücksbezeichnung (Gemarkung, Flur, Flurstücksnummer). Der öffentliche Glaube erstreckt sich hingegen nicht auf Lagebezeichnung, Flächengröße, Nutzungsart (Bebauungs- und Bewirtschaftungsart) und Aktivvermerke.

## Rechtswirkung
Kann ein gutgläubiger rechtsgeschäftlicher Erwerber den öffentlichen Glauben für sich in Anspruch nehmen, so darf er von der Richtigkeit der Grundbucheintragungen und -löschungen ausgehen. Im Vertrauen auf das – unrichtige – Grundbuch kann ein rechtsgeschäftlicher Erwerber ein Grundstück oder Grundstücksrecht dann auch vom Nichtberechtigten erwerben. Entstehen durch Fehler des Grundbuchamtes unwidersprochen falsche Rangverhältnisse, so ist diese Rechtslage endgültig. Der Rechtserwerber soll nicht prüfen müssen, ob bei der Eintragung gegen § 45 GBO verstoßen wurde. Stellt sich dann z. B. nach einer Grundschuldeintragung heraus, dass die Rangfolge fehlerhaft ist, so gilt kraft öffentlichen Glaubens dieses fehlerhafte Rangverhältnis. Der öffentliche Glaube des Grundbuchs ist mithin so stark, dass bei gutgläubigem Erwerb eines Dritten ein unrichtiges Recht geheilt wird. Fehler des Grundbuchamtes gegen die §§ 17 und 45 GBO machen das Grundbuch nämlich nicht unrichtig, so dass kein Berichtigungsanspruch und keine Möglichkeit zum Amtswiderspruch besteht (§§ 53 Abs. 1, § 71 Abs. 2 GBO). Der Benachteiligte aus der fehlerhaften Rangfolge hat gegenüber dem Begünstigten keinen Bereicherungsanspruch; es verbleibt ihm nur der Ersatzanspruch aus § 839 BGB (Amtspflichtverletzung). Grundbuchrichter gelten wie alle Registerrichter als vorsichtig, weil das so genannte Spruchrichterprivileg des § 839 Abs. 2 BGB für sie nicht gilt. Sie sind also nicht bei strafbaren Fehlern wie Spruchrichter und Beamte bei Amtspflichtsverletzung durch den Staat geschützt.

## Sonstiges
Im Beitrittsgebiet galt bis zum 31. Dezember 1999 eine Teilaussetzung des öffentlichen Glaubens des Grundbuchs für Gebäudeeigentum, Mitbenutzungsrechte und Ansprüche aus dem Sachenrechtsbereinigungsgesetz.